# Bockrötter
Bockrötter (Pimpinella) är ett släkte av flockblommiga växter.

## Arter
Släktet har över 150 accepterade arter, bland dem anis, bockrot, stor bockrot och lång bockrot, som samtliga återfinns i Sverige.